# Офион
Офион, также Офионей, иногда Опион (др.-греч.  Ὀφίων «змей»,  Ὀφιονεύς) — в древнегреческой мифологии великий змей, царь гигантов; по некоторым мифам — первый владыка Олимпа, сын и муж океаниды Евриномы (Эвриномы). По одной из версий, Уран — сын Офиона и старшей Фетиды.
Офион имел форму огромного змея. Согласно одной из версий греческих мифов (излагаемой Ферекидом Сиросским), задолго до прихода Зевса и воцарения на Олимпе богов там правили Офион и Евринома. По Ферекиду, Офион — противник Кроноса, отец Офионидов.
Согласно некоторым мифам, Офион на пару со своей создательницей, Евриномой, является богом-творцом всего сущего (Пеласгический миф).
Когда Эвринома, богиня всего сущего, в начале творения восстала из Хаоса и обнаружила, что ей не на что опереться, она вначале отделила небо от моря, а затем, танцуя над волнами, поймала и сжала в ладонях северный ветер — и перед ней появился Офион. Чтобы согреться, Евринома плясала все неистовей, «пока не пробудилось в Офионе желание, и он обвил её божественные чресла и оплодотворил богиню». Затем, превратившись в голубку, Евринома снесла Мировое яйцо. Великий Змей Офион обернулся семь раз вокруг этого яйца и высиживал его. Потом яйцо раскололось, и из него появилось все, что только есть на свете: солнце, луна, планеты, звезды, земля и её горы, реки, деревья, травы и живые существа.
Офион и Евринома обосновались на Олимпе. Затем они уступили Олимп титанам Кроносу и Рее и были низвергнуты в Тартар (по иным источникам — в глубь Океана). Офион боролся с Кроносом врукопашную, но Кронос сверг его и стал править на Олимпе.
По некоторым вариантам мифа, Офион обидел Евриному, объявив себя творцом Вселенной. «За это ударила она его пяткой по голове, выбила ему все зубы и изгнала в мрачные подземные пещеры, где он беззубо шипит, прельщая неокрепшие души» (здесь Офион выступает как антигерой созидательного мифа, обозначается как сила, противополярная богине; возможно, это более поздний вариант мифа).